# Парламентские выборы в Тринидаде и Тобаго (1971)
Парламентские выборы в Тринидаде и Тобаго прошли 24 мая 1971 года. В отсутствии главных оппозиционных партий Народное национальное движение получило все места парламента.

## Бойкот выборов
Все основные оппозиционные партии бойкотировали выборы, протестуя против фальсификаций, связанных с избирательными машинами, использованными на предыдущих выборах 1966 года. В результате бойкота явка составила лишь 33,2%.

## Результаты
| Партия                               | Голосов | %    | Мест | +/-   |
| ------------------------------------ | ------- | ---- | ---- | ----- |
| Народное национальное движение       | 99 723  | 84,1 | 36   | +12   |
| Демократическая лейбористская партия | 14 940  | 12,6 | 0    | -12   |
| Африканский национальный конгресс    | 2 864   | 2,4  | 0    | новая |
| Независимые                          | 997     | 0,8  | 0    | 0     |
| Недействительных/пустых бюллетеней   | 73      | –    | –    | –     |
| Всего                                | 118 597 | 100  | 36   | 0     |
| Источник: Nohlen                     |         |      |      |       |